# Zvika Brakerski
Zvika Brakerski ist ein israelischer Kryptologe und Informatiker und Hochschullehrer am Weizmann-Institut.

## Leben
Zvika Brakerski war Ingenieur in der israelischen Armee und studierte dann Elektrotechnik und Informatik an der Universität Tel Aviv mit Bachelorabschluss 2001 und Master-Abschluss (bei Boaz Patt-Shamir) 2002 summa cum laude. 2011 wurde er am Weizmann-Institut bei Shafi Goldwasser promoviert. Als Post-Doktorand war er an der Stanford University bei Dan Boneh. Er ist seit 2014 am Weizmann-Institut, an dem er Associate Professor ist (2022).

## Forschung und Lehre
Brakerski entwickelte mit Vinod Vaikuntanathan und Craig Gentry vollständig Homomorphe Verschlüsselungssysteme (FHE), die auf Gittern basieren und Teil der Post-Quanten-Kryptographie sind. FHE sind insbesondere bei Cloud Computing gefragt, wo z. B. Dienstleister sensible Daten eines Kunden verarbeiten, ohne dass die Datensicherheit geopfert wird. Die ersten FHE wurden 2009 eingeführt, waren aber unpraktisch. Brakerski benutzte gitterbasierte Kryptographie, die vorher für solche Zwecke verworfen wurde. Brakerskis Algorithmen  werden in allen modernen FHE-Systemen verwendet. Brakerski arbeitet auch an der Verschleierung (Obfuscation) von Programmen (dynamischen Daten) für Cloud Computing mit FHE. Das Brakerski-Gentry-Vakuntanathan (BGV) Verfahren steht als Open Source zur Verfügung steht (HeLib). Neben Kryptographie und Datensicherheit befasst er sich mit Quanteninformationstheorie.

## Auszeichnungen
2022 erhielt er den Gödel-Preis mit Vinod Vaikuntanathan für Efficient Fully Homomorphic Encryption from (Standard) LWE (IEEE Foundation of Computer Science (FOCS) 2011, die Arbeit erhielt auch 2021 einen FOCS Test of Time Award) und für   (Leveled) fully homomorphic encryption without bootstrapping mit Vakuntanthan und Gentry (Innovations in Theoretical Computer Science Conference (ITCS) 2012).

## Schriften
- mit V. Vaikuntanathan: Efficient Fully Homomorphic Encryption from (Standard) LWE, 52th IEEE Annual Symposium Foundation of Computer Science (FOCS) 2011, S. 97–106
- mit C. Gentry, V. Vaikuntanathan: (Leveled) fully homomorphic encryption without bootstrapping, 4th Innovations in Theoretical Computer Science Conference (ITCS) 2012, S. 309–325